# Brunander
Brunander är ett svenskt efternamn. I februari 2024 var 63 personer med efternamnet Brunander folkbokförda i Sverige.

## Personer med efternamnet Brunander
- Iwo Brunander (1892 1956), konstnär, teckningslärare och konstrecensent
- Lennart Brunander (född 1936), lantbrukare och riksdagsman, centerpartist
- Siri Wikander-Brunander (1876 1947), läkare och sexualupplysare
- Thérèse Brunnander (född 1963), skådespelare

### Fiktiva personer
Från Grönköpings Veckoblad:
- Gördis "Flabbs" Bruander, swing- och popsångerska [2]
- Pontus Brunander, post- och witzmästare[3]